# Rudolf Sikora (kněz)
Rudolf Sikora (* 17. dubna 1951, Milíkov u Jablunkova) je český římskokatolický kněz, dlouholetý farář v Hnojníku a papežský kaplan, bývalý biskupský vikář pro pastoraci ostravsko-opavské diecéze.
V letech 1966 až 1969 vystudoval střední všeobecně vzdělávací školu v Českém Těšíně a po maturitě vstoupil do olomouckého kněžského semináře jako bohoslovec studující za českotěšínskou apoštolskou administraturu. Kněžské svěcení přijal 30. června 1974 v Českém Těšíně. Poté působil jako farní vikář nejprve v Bohumíně (s přerušením od října 1974 do září 1976 kvůli základní vojenské službě) a od listopadu 1976 v Českém Těšíně, odkud od roku 1981 spravoval excurrendo farnost Albrechtice u Českého Těšína. V roce 1982 byl ustanoven administrátorem v Bílovci a administrátorem excurrendo v Bílově, Bravanticích, Lubojatech a Velkých Albrechticích. Od roku 1990 je farářem v Hnojníku. Od stejného roku až do 30. června 2024 byl také děkanem frýdeckého děkanátu, v letech 2001 až 2011 byl současně rovněž biskupským vikářem pro pastoraci ostravsko-opavské diecéze. Roku 2006 jej papež Benedikt XVI. jmenoval kaplanem Jeho Svatosti.